# Robert Reich
Robert Bernard Reich ([ˈraɪʃ]; nascido em 24 de junho de 1946) é um professor, autor, advogado e comentador político americano. Reich trabalhou nas administrações dos presidentes Gerald Ford e Jimmy Carter, e serviu como Secretário do Trabalho no governo do presidente Bill Clinton de 1993 a 1997. Reich também foi membro do conselho consultivo de transição económica do presidente Barack Obama .
Reich é o Professor Chanceler de Políticas Públicas na Escola Goldman de Políticas Públicas da UC Berkeley desde janeiro de 2006. Reich foi anteriormente professor na Escola de Governo John F. Kennedy da Universidade de Harvard e professor de política social e económica na Escola Heller de Política Social e Gestão da Universidade Brandeis . Em 2008, a revista Time nomeou-o como um dos Dez Melhores Membros do Governo do século; no mesmo ano, o The Wall Street Journal colocou-o em sexto lugar na sua lista dos Pensadores Empresariais Mais Influentes.
Reich publicou vários livros, incluindo os best-sellers The Work of Nations (1991), Reason (2004), Supercapitalism (2007), Aftershock (2010), Beyond Outrage (2012) e Saving Capitalism (2015). O filme Saving Capitalism, de Robert Reich e Jacob Kornbluth, estreou na Netflix em novembro de 2017, e o seu filme Inequality for All ganhou o prémio US Documentary Special Jury Award por Achievement in Filmmaking no Festival de Cinema de Sundance de 2013. Reich é presidente emérito do conselho do grupo de vigilância Common Cause e mantém um blogue em Robertreich.org.

## Redes sociais
Em 2015, juntamente com Jacob Kornbluth, Reich fundou a Inequality Media, que produz conteúdo em vídeo sobre Reich. Este conteúdo inclui um "Relatório de Resistência" (um vídeo de 15 a 30 minutos publicado nas redes sociais), e o programa semanal no YouTube, The Common Good.